# 阪神競馬場誤審事件
阪神競馬場誤審事件（はんしんけいばじょうごしんじけん）は、1986年5月31日に阪神競馬場で行われた競馬の競走で発生した誤審事件である。誤審の結果問題となった勝馬投票券の内容（枠番連勝の組み合わせ）から5-5事件ともいわれる。

## 概要
1986年5月31日の阪神競馬第4競走（発走は11時15分）は、3頭の競走馬（5枠7番のムーンダツァー、4枠6番のグレートパスカル、5枠8番のロングヘンリー）が僅差で競り合いながらゴールする展開となった。主催者である日本中央競馬会（JRA）は決勝審判委員の目視と白黒のネガ写真をもとに1着ムーンダツァー、2着グレートパスカル、3着ロングヘンリーと判断し着順を確定、払い戻しを開始し連勝複式馬券は4-5で8590円と発表されたが、その後写真判定用に撮影された写真を場内に掲示する段階になって、2着馬と3着馬の着順を逆に判定していたことが発覚した。

## 主催者の対応
日本中央競馬会は第4競走確定からおよそ3時間以上経過した14時40分に各競馬場および場外勝馬投票券発売所において場内放送によって誤った判定を行ったことを発表し、あわせて誤って確定した1着ムーンダツァー、2着グレートパスカルとする内容の勝馬投票券（具体的には連勝複式4-5）に加え、1着ムーンダツァー、2着ロングヘンリーとする内容の勝馬投票券（枠番連勝5-5）についても的中したものとみなして換金に応じるとした。誤った着順は競馬施行規程により変更されなかった。
しかし、中央競馬会がこの誤審に気付いたのは第4競走からわずか20分後だったにもかかわらず、それを公表するまで3時間という長い時間を要することになった。翌週の開催から、写真判定の際にはかならず焼き付けたポジを使うこととし、着順の判定にあたっては各馬の外見の細部に至るまで必ず確認をするなど、手順が見直された。このため、手順見直し実施後は着順の確定に時間を要することとなった。
同時期に発売された競馬ブックには中央競馬会の当時の理事長沢辺守による謝罪メッセージを寄せている。

## 勝馬投票券の払い戻しをめぐる騒動
枠番連勝5-5の配当は投票金額100円に対して23430円となる万馬券であったが、前述したように払い戻しに関する発表が行われたときには第4競走の確定から3時間が経過しており、当該勝馬投票券の一部はすでに破棄されていた。競馬場や西日本の場外勝馬投票券発売所においては破棄された勝馬投票券を探そうとする者が出て、騒動になった。
中央競馬会は勝馬投票券を破棄した者に対しても、本人の申告で枠番連勝5-5を買ったことが確認できれば払い戻しを応じることにしたものの、そのうちの2名が支払いを求め訴訟を提起した。原告側は第4競走においてみずからが購入した勝馬投票券の内容と購入金額を記憶しており、その内容がJRA側が保有していた勝馬投票券の発売記録と一致したことが決め手となり、第一審（大阪地方裁判所）・第二審（大阪高等裁判所）ともに原告の訴えを真実と認め、請求を認める判決を出した。これに対して一審ではJRA側は「証拠がない」ことを理由に控訴していた。